# Oplismenus
Oplismenus là một chi thực vật có hoa trong họ Hòa thảo (Poaceae).

## Loài
Chi Oplismenus gồm các loài: